# Arsène Lupin (film, 1932)
Pour les articles homonymes, voir Arsène Lupin (homonymie).
Pour plus de détails, voir Fiche technique et Distribution.
Arsène Lupin  (Arsène Lupin) est un film américain en noir et blanc réalisé par Jack Conway, sorti en 1932. Ce film est l'adaptation de la pièce de théâtre écrite par Maurice Leblanc et Francis de Croisset en 1908.

## Synopsis
Après avoir dévalisé M. Gourney-Martin de ses bijoux et de ses toiles de maître, Arsène Lupin annonce au policier Guerchard qu'il volera prochainement la Joconde. Le policier se lance alors dans la traque du cambrioleur.

## Fiche technique
- Titre : Arsène Lupin
- Titre original : Arsène Lupin
- Réalisation : Jack Conway, assisté de John Waters
- Scénario : Lenore J. Coffee (dialogue), Bayard Veiller (dialogue), Carey Wilson, d'après le personnage de Maurice Leblanc et Francis de Croisset (pièce de théâtre)
- Production : Samuel Goldwyn (non crédité)
- Société de production et de distribution : Metro-Goldwyn-Mayer
- Photographie : Oliver T. Marsh
- Montage : Hugh Wynn
- Direction artistique : Cedric Gibbons
- Costumes : Adrian
- Pays d'origine : États-Unis
- Format : Noir et blanc - 35 mm - 1,37:1 - Son : Mono (Western Electric Sound System)
- Genre : Film policier
- Durée : 84 minutes
- Dates de sortie :
  - États-Unis : 5 mars 1932
- Affiche : René Péron (France)

## Distribution
- John Barrymore : Duc de Charmerace
- Lionel Barrymore : Détective Guerchard
- Karen Morley : Sonia
- John Miljan : Préfet de police
- Tully Marshall : Gaston Gourney-Martin
- Henry Armetta : L'homme du shérif
- George Davis : L'homme du shérif
- John Davidson : Majordome de Gourney-Martin
- James T. Mack : Laurent
- Mary Jane Irving : Marie
- Mischa Auer : Guide au Louvre (non crédité)